# 陈永川
陈永川（1964年3月—），男，四川南充人，中华人民共和国数学家，天津市省部级干部，天津大学应用数学中心主任，

## 生平
陈永川生于四川省南充市。1984年毕业于四川大学计算机科学系，1987年毕业于四川大学数学系，1991年获得美国麻省理工学院博士学位。
2011年当选为中国科学院院士，获得陈省身数学奖。2015年11月，当选为发展中国家科学院（TWAS）院士。2018年1月，当选第十三届全国政协委员。2018年1月29日当选天津市人大常委会副主任。2021年1月，辞去市人大常委会副主任职务。